# Jeneč
Jeneč település Csehországban, Nyugat-prágai járásban. Jeneč Hostouň, Dobrovíz, Hostivice és Červený Újezd településekkel határos. Lakosainak száma 1337 fő (2024. január 1.).

## Népesség
A település lakosságának változását az alábbi diagram mutatja:
| Lakosok száma | 753  | 1053 | 1166 | 1376 | 1178 | 1061 | 1252 | 1275 | 1299 | 1337 |
|               | 1869 | 1890 | 1921 | 1950 | 1980 | 2001 | 2017 | 2019 | 2022 | 2024 |